# 大公桥
31°33′36″N 120°18′39″E / 31.56002°N 120.31097°E
大公桥，是位于中华人民共和国江苏省无锡市梁溪区的一座大桥，跨京杭大运河支流古运河。

## 特点
民国时期，古运河南门有很多制丝厂，在永泰丝厂对面的熙朝鼎甲坊（下牌楼）的南码头设摆渡，用渡船接送振艺丝厂的女工。1929年，无锡雨季运河水势强，有一名振艺丝厂孕妇女工在乘渡船时溺水身亡。此事引发无锡缫丝业公会的重视，提出弃渡造桥。振艺丝厂厂主许稻荪为息事宁人，决定造桥。但由于资金实力匮乏，建桥费用无法付诸实施。此时荣德生启动“千桥会”资金全力赞助，大桥在1930年4月竣工。当时，无锡荣氏有大公图书馆，因此将此桥命名为大公桥。此桥也是千桥会出面捐赠的第一座桥。桥长34.6米，宽5.6米，附近另有小公桥。